# Руська Руя
Ру́ська Ру́я (рос. Русская Руя, марій. Руш Руя) — присілок у складі Оршанського району Марій Ел, Росія. Входить до складу Марковського сільського поселення.

## Населення
Населення — 8 осіб (2010; 8 у 2002).
Національний склад (станом на 2002 рік):
- росіяни — 100 %